# Leandro Paiva
Leandro Gastón Paiva Santurión (Montevideo, Uruguay, 15 de febrero de 1994) es un futbolista uruguayo que juega de medio centro. Actualmente milita en Central Español Fútbol Club de la Segunda División de Uruguay.

## Carrera
La carrera de Paiva comenzó en Montevideo Wanderers, donde había hecho las divisiones inferiores. Su debut profesional en la Primera División Uruguaya fue el 11 de mayo de 2013, en los momentos finales de una victoria en casa sobre Liverpool; anteriormente había sido suplente no utilizado, a principios de ese mes lo fue contra el Racing Club de Montevideo. En total, hizo treinta apariciones en cuatro temporadas con Montevideo Wanderers, integrando el plantel que logró salir campeón del torneo Clausura en la temporada 2013-14, primero en la Tabla Anual y vicecampeón del Campeonato Uruguayo esa misma temporada. En febrero de 2016 fichó por Oriental de la Segunda División uruguaya. Marcó su primer gol en su último partido con Oriental, el 11 de junio contra Huracán. El traspaso al Deportivo Maldonado se completó en julio.
El 8 de enero de 2018, se unió a Cerro, su estadía en el club duró doce meses, participando en treinta y seis partidos en todas las competiciones mientras anotaba nueve goles; incluyendo uno en un encuentro de segunda fase de la Copa Sudamericana contra Bahía. Al finalizar el año, en diciembre, Paiva abandonó el fútbol uruguayo para jugar en Argentina con Argentinos Juniors . En el segundo semestre del 2019 pasa a préstamo al Atlante de México. En febrero de 2020 vuelve a Uruguay para jugar nuevamente en Cerro.

## Clubes

### Estadísticas
| Club                | País      | Año             | Part. | Goles | Asist. |
| ------------------- | --------- | --------------- | ----- | ----- | ------ |
| Wanderers           | Uruguay   | 2013 - 2016     | 30    | 0     | 3      |
| Oriental            | Uruguay   | 2016            | 7     | 1     | 0      |
| Deportivo Maldonado | Uruguay   | 2016 - 2018     | 28    | 4     | 2      |
| Cerro               | Uruguay   | 2018            | 38    | 10    | 6      |
| Argentinos Juniors  | Argentina | 2019            | 6     | 1     | 0      |
| Atlante FC          | México    | 2019 (préstamo) | 6     | 1     | 0      |
| Cerro               | Uruguay   | 2020            |       |       |        |
| Rentistas           | Uruguay   | 2021            |       |       |        |
| Central Español     | Uruguay   | 2022            |       |       |        |

## Logros
- Subcampeón de la Copa Coca-Cola 2013/14 con el Montevideo Wanderers Fútbol Club.
- Semifinal con Argentinos Juniors de la Copa de la Superliga Argentina en 2019.